# Paan
Pour les articles homonymes, voir bétel.

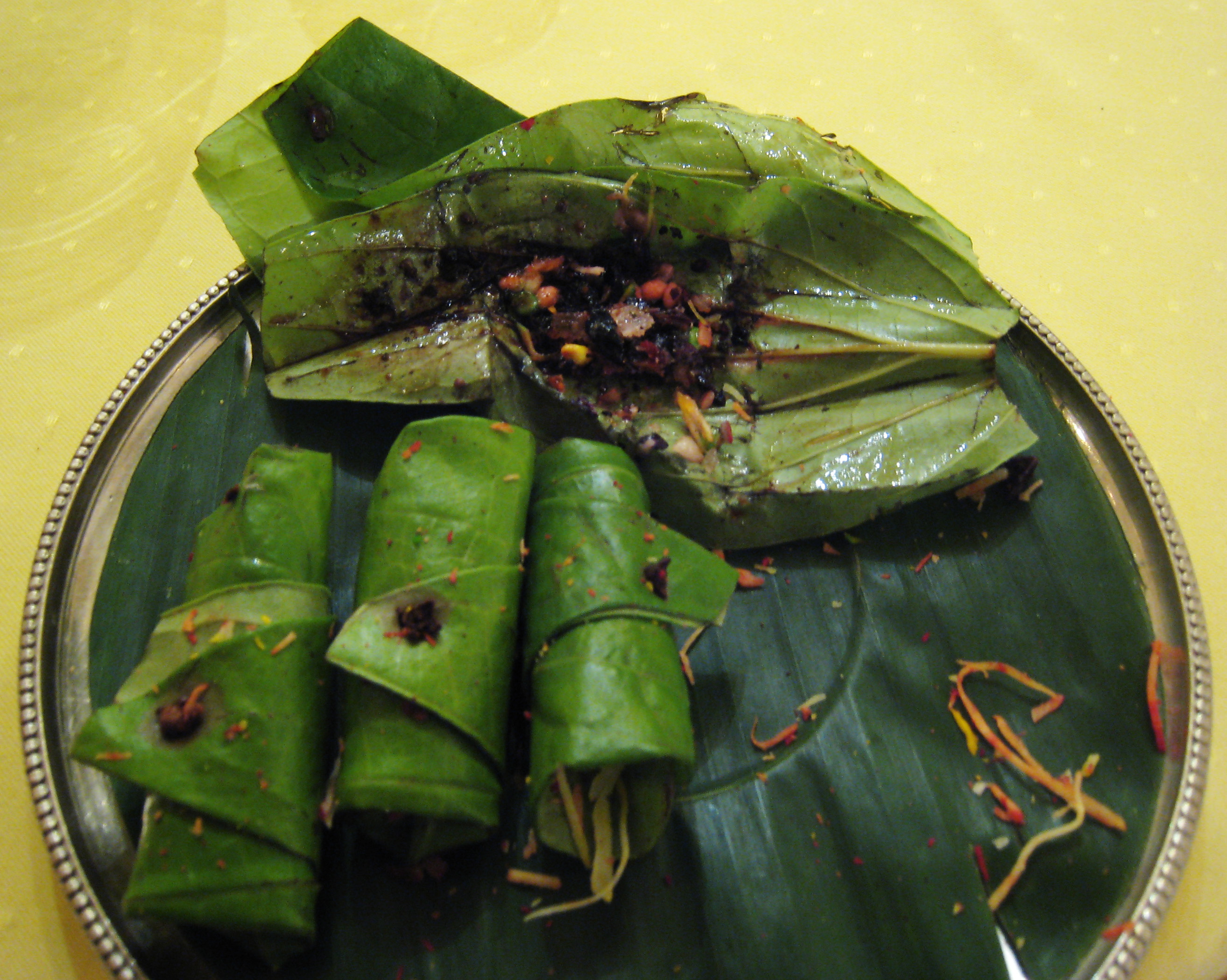
Paan à la façon de l'Inde du Sud, à Bangalore.

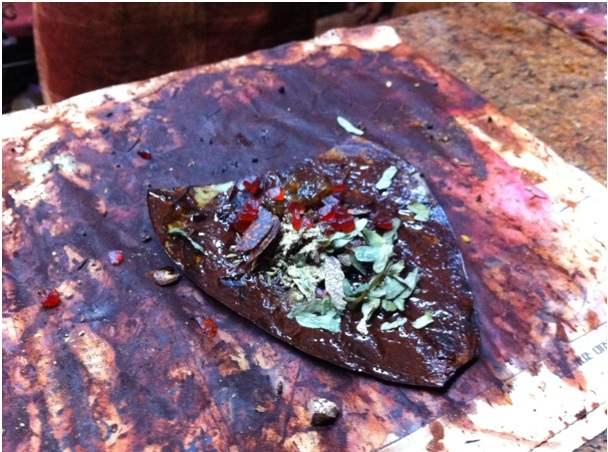
Paan ouvert, à la façon du Gujarat, dans la région d'Ahmedabad.

Le bétel ou paan (en hindi : पान ; en ourdou : پان ; en bengali : পান ; du sanskrit : পর্ণ, parṇa, « feuille ») est une préparation combinant les feuilles de bétel avec la noix d'arec et parfois aussi avec du tabac,.
Il est mâché pour ses effets stimulants et psychoactifs. Après qu'il a été mâché, il est recraché ou avalé.

## Description
Il existe plusieurs variantes de paan. La pâte de chaux éteinte (chunnam) est habituellement ajoutée pour lier les feuilles. Quelques préparations d'Asie du Sud comprennent de la pâte katha ou du mukhwas pour rafraîchir l'haleine.
Le mélange d'épices mêlé à la noix d'arec pour fourrer la feuille de bétel qui les enveloppe est appelé « paan masala » (le masala désignant un mélange d'épices diverses).
On estime en 2011 que 35 % des Indiens consomment du tabac, la plupart en le mâchant alors que le fumer est mal vu. La prévalence des cancers de la bouche est plus élevée en Inde qu'ailleurs, en raison du paan mais aussi du gutka. Le paan est considéré comme un cancérogène certain pour l'homme (groupe 1) par le Centre international de recherche sur le cancer.